# 华纳-兰伯特
华纳-兰伯特公司是一家总部位于美国宾夕法尼亚州費城的制药公司，1970年收购帕克-戴维斯公司，2000年被輝瑞公司收购。